# Vuelo 610 de Iberia
El Vuelo 610 de Iberia (IB610) era un vuelo doméstico español regular de pasajeros entre Madrid-Barajas y Bilbao-Sondica que sufrió un accidente el 19 de febrero de 1985 al chocar contra una antena de televisión instalada en el monte Oiz, cerca de Bilbao (España). El avión era un Boeing 727 con matrícula EC-DDU. Fallecieron las 148 personas que viajaban a bordo.
Es el peor accidente de la historia de la aerolínea española Iberia y el quinto peor accidente de aviación en España.

## Antecedentes
El avión, llamado «Alhambra de Granada», era un Boeing 727-256 con matrícula EC-DDU, número de serie del fabricante 21777, con capacidad para 189 pasajeros. Había sido fabricado en 1979, tenía 5 años y 9 meses de antigüedad. El vuelo IB610 era un vuelo doméstico regular de pasajeros entre el aeropuerto de Madrid-Barajas y el aeropuerto de Bilbao-Sondica, operado la aerolínea española Iberia.
El monte Oiz es una montaña de 1027 metros de altitud situada a 30 km al sudeste del aeropuerto de Bilbao. En la cumbre del monte había una antena de televisión de Euskal Telebista.

## Accidente
El vuelo IB610 del 19 de febrero de 1985 despegó del aeropuerto de Madrid-Barajas a las 08:47 (CET). Tenía prevista su llegada al aeropuerto de Bilbao-Sondika a las 09:35. A bordo viajaban 141 pasajeros y 7 tripulantes.
A las 09:22 el avión estaba a 7000 pies (2133 m) de altitud cuando inició la maniobra de acercamiento al aeropuerto de Bilbao. A 4040 pies (1231 m) de altitud sonó la bocina del sistema de alerta de altitud, 300 pies por debajo de la mínima del sector. El sistema de alerta suena a 900 pies por encima de la altitud seleccionada (aviso de aproximación) y a 300 pies por debajo de la misma (aviso de desviación). La tripulación malinterpretó la alerta, pensando que era el aviso de aproximación, y continuó con el descenso. A las 09:27 el avión golpeó con su ala izquierda contra una antena de Euskal Telebista en el monte Oiz. Tras el impacto la aeronave voló fuera de control a lo largo de un kilómetro, se invirtió sobre su eje longitudinal y se estrelló contra el terreno, deslizándose en esa posición por la ladera noroeste del monte, talando decenas de pinos que encontraba a su paso, a la vez que los motores hacían explosión. 
Las imágenes recogidas por los medios de comunicación en aquella especie de cortafuegos creado al deslizarse el avión ladera abajo reflejaban la magnitud del impacto. La nave había quedado convertida en una larga serie de restos metálicos repartidos por toda la ladera y, en cuanto a los 141 pasajeros y siete tripulantes que viajaban en el avión, solo quedaron múltiples y diminutos restos distribuidos por todo el monte. En el antiguo cuartel de Garellano, en Bilbao, habilitado como depósito de cadáveres, se informó entonces que tan solo seis cuerpos estaban «parcialmente completos». Solamente se encontró un cadáver sin mutilar, el de un difunto que era trasladado en su ataúd a Bilbao en la bodega del avión.

## Víctimas
En el accidente murieron los 141 pasajeros y los 7 tripulantes que viajaban a bordo. No hubo supervivientes. Entre los muertos estaba Gregorio López-Bravo, que fue ministro de Industria y luego de Asuntos Exteriores con Franco. También falleció el doctor José Ángel Portuondo, pionero de la fecundación in vitro, el empresario teatral y fundador de la cadena Astoria Julián Vinuesa, el ministro boliviano de Trabajo, Gonzalo Guzmán, el directivo de Vidrieras de Llodio Isidoro Delclaux y Miguel Ángel Portillo, exmasajista del Rayo Vallecano. Vicente Hidalgo Castro, presidente de la importadora de automóviles Lada Ibérica también falleció, junto con más personal del equipo de la importadora, retrasando las operaciones de esta durante ese año. En las esquelas se pudo ver un recuerdo de sus compañeros. Salvaron la vida el que sería ministro de asuntos exteriores, Francisco Fernández Ordóñez, y Marcos Vizcaya, diputado del PNV, porque renunciaron a última hora a tomar ese vuelo.

## Investigación
El accidente fue investigado por la Comisión de Investigación de Accidentes e Incidentes de Aviación Civil (CIAIAC). Se determinaron como causas fundamentales del accidente la excesiva confianza en el sistema de alerta de altitud, así como una incorrecta interpretación de sus avisos, y posiblemente un error de lectura del altímetro. Además, fue un factor contribuyente la niebla que cubría el cielo en ese momento.

## En la cultura popular
En 2015, coincidiendo con el 30 aniversario, ETB emitió un reportaje sobre el accidente en el programa «El Mundo según LND».